# Council Bluffs
Council Bluffs is een plaats (city) in de Amerikaanse staat Iowa, en valt bestuurlijk gezien onder Pottawattamie County.

## Demografie
Bij de volkstelling in 2000 werd het aantal inwoners vastgesteld op 58.268. In 2006 is het aantal inwoners door het United States Census Bureau geschat op 60.271, een stijging van 2003 (3,4%).

## Geografie
Volgens het United States Census Bureau beslaat de plaats een oppervlakte van 102,7 km², waarvan 96,8 km² land en 5,9 km² water.

## Plaatsen in de nabije omgeving
De onderstaande figuur toont nabijgelegen plaatsen in een straal van 16 km rond Council Bluffs.

## Geboren
- Francis Guinan (????), acteur
- Harry Langdon (1884-1944), acteur
- Ernest B. Schoedsack (1893-1979), filmregisseur en -producer (King Kong)
- Ray Kellogg (1905-1976), filmregisseur en filmproducent
- John S. McCain jr. (1911-1981), militair
- Art Farmer (1928-1999), jazztrompettist en -bugelist
- Zoe Ann Olsen (1931), schoonspringster